# Bertrand Laquait
Bertrand Laquait (Vichy, distrito de Vichy, Francia, n. el 13 de abril de 1977) es un exfutbolista francés que jugaba de portero. Su último equipo fue el Valenciennes FC.

## Carrera
Laquait jugó anteriormente en el AS Nancy (1998–2002) y en el R. Charleroi S.C. (2002–2009). En la temporada 2006/07 jugó cedido en el Recreativo de Huelva.

## Clubes
| Club                           | País    | Año       |
| ------------------------------ | ------- | --------- |
| AS Nancy                       | Francia | 1998-2002 |
| R. Charleroi S.C.              | Bélgica | 2002-2006 |
| Real Club Recreativo de Huelva | España  | 2006-2007 |
| R. Charleroi S.C.              | Bélgica | 2007-2009 |
| Évian Thonon Gaillard FC       | Francia | 2009-2014 |
| Valenciennes FC                | Francia | 2014-2015 |

## Palmarés
| Título               | Club                     | País    | Año  |
| -------------------- | ------------------------ | ------- | ---- |
| Ligue 2              | AS Nancy-Lorraine        | Francia | 2002 |
| Championnat National | Évian Thonon Gaillard FC | Francia | 2010 |
| Ligue 2              | Évian Thonon Gaillard FC | Francia | 2011 |